# 新潟県道36号長岡停車場線

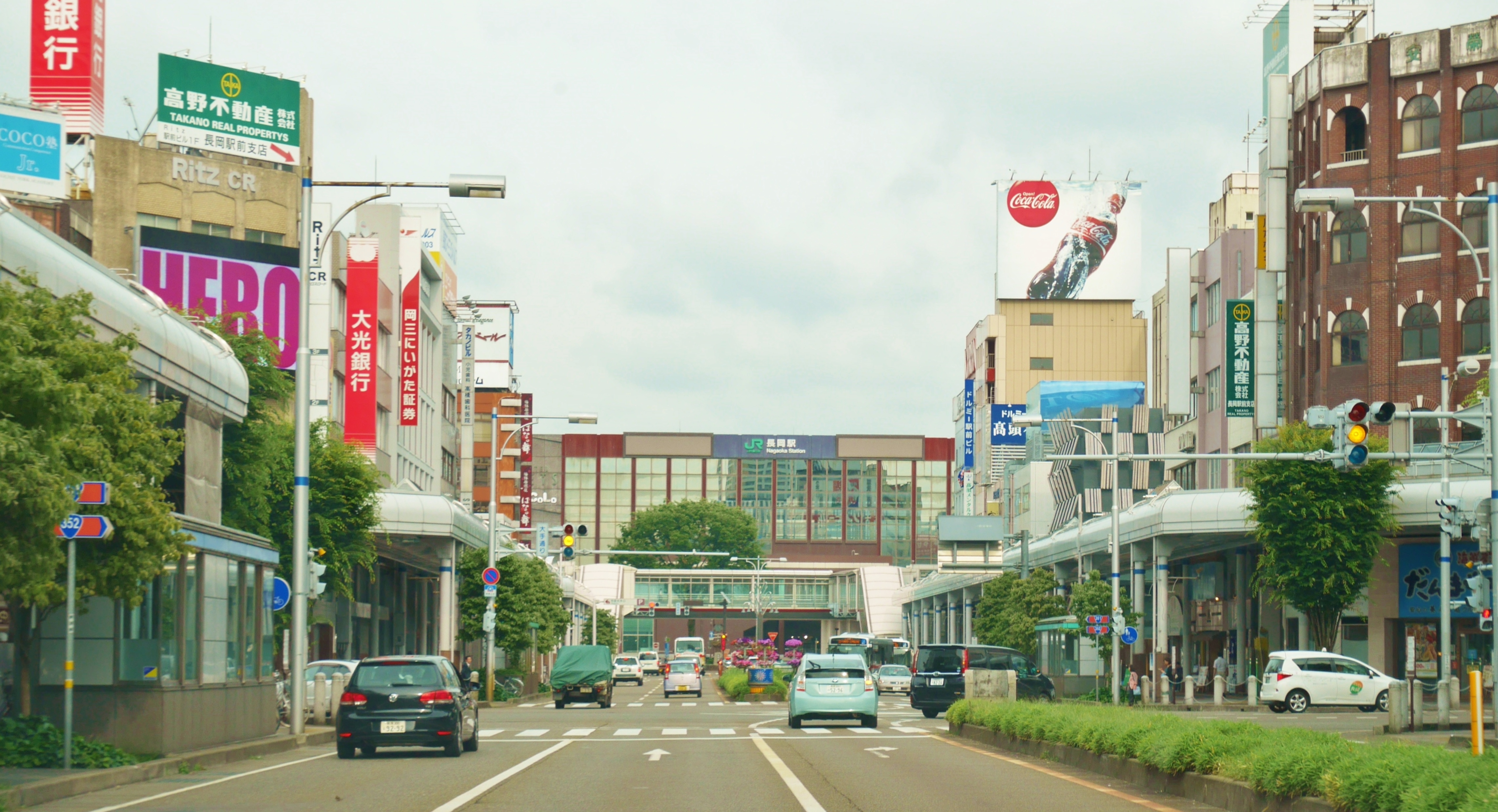
長岡市の中心市街地を通る大手通り

新潟県道36号長岡停車場線（にいがたけんどう36ごう ながおかていしゃじょうせん）は、新潟県長岡市を通る県道（主要地方道）である。本項では、県道区間を含む大手通り（おおてどおり）全体に関する事項も併せて述べる。

## 概要
JR長岡駅大手口の駅前通り。国道351号などとともに、長岡駅前交差点から表町交差点へ至る通称大手通り（おおてどおり）を構成する。またその先の大手大橋通り、大手大橋を経て国道8号（長岡バイパス）の堺西交差点に至る長岡市の幹線道路の東端にある。

### 路線データ
- 起点：長岡停車場
- 終点：長岡市大手通（大手通り交差点、国道351号・国道352号交点、国道403号・国道404号重複）

## 歴史

### アーケード・地下駐車場・シンボルロードの整備
長岡市では、長岡駅からそれぞれ東西に延びる道路を市のメインストリートにふさわしい都市空間にすることを図るシンボルロード計画が進められ、1985年度（昭和60年度）の「長岡シンボルロード基本計画」によってその基本方針が定められた。この計画の一環として大手通りでは電線地中化や流雪溝の整備が行われたが、その後地下駐車場の整備が決定し、合わせてアーケードの建て替えも行うこととなったため、全体計画が見直され、1990年代半ばからこれら3つの整備が本格的に進められた。
1997年（平成9年）末までにアーケードおよび地下駐車場の整備が完了し、モニュメントも多く設置された。なお、こうした整備によって従来6車線あった車道は4車線に減少している。

### 年表

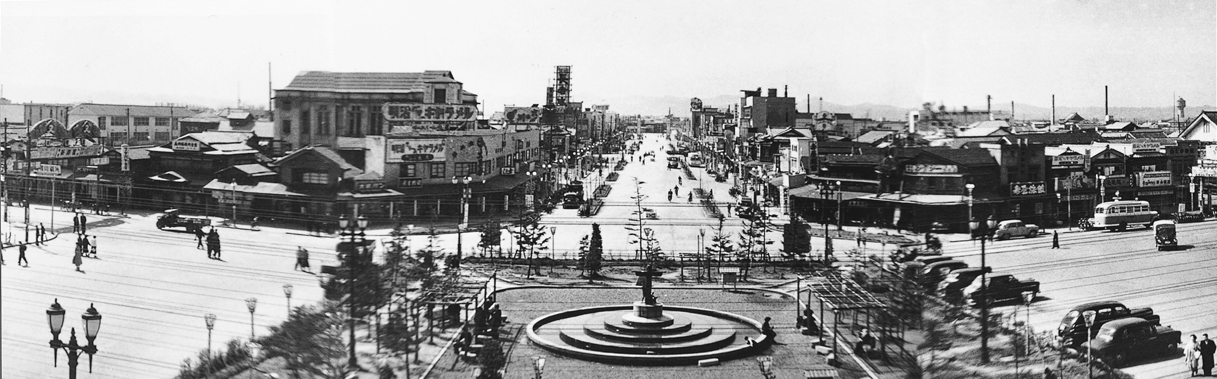
長岡駅から見た長岡駅前広場と大手通り（1955（昭和30）年）

- 1959年（昭和34年） - アーケード完成[5]。
- 1993年（平成5年）5月11日 - 建設省から、県道長岡停車場線が長岡停車場線として主要地方道に指定される[6]。
- 1997年（平成9年）12月13日 - 大手通り地下駐車場オープン[7]。

## 路線状況
長岡市は政令指定都市ではないが、特例によって長岡停車場線全線の道路管理者となっている。

### 別名・通称
- 大手通り

## 地理

### 通過する自治体
- 長岡市

### 交差する道路

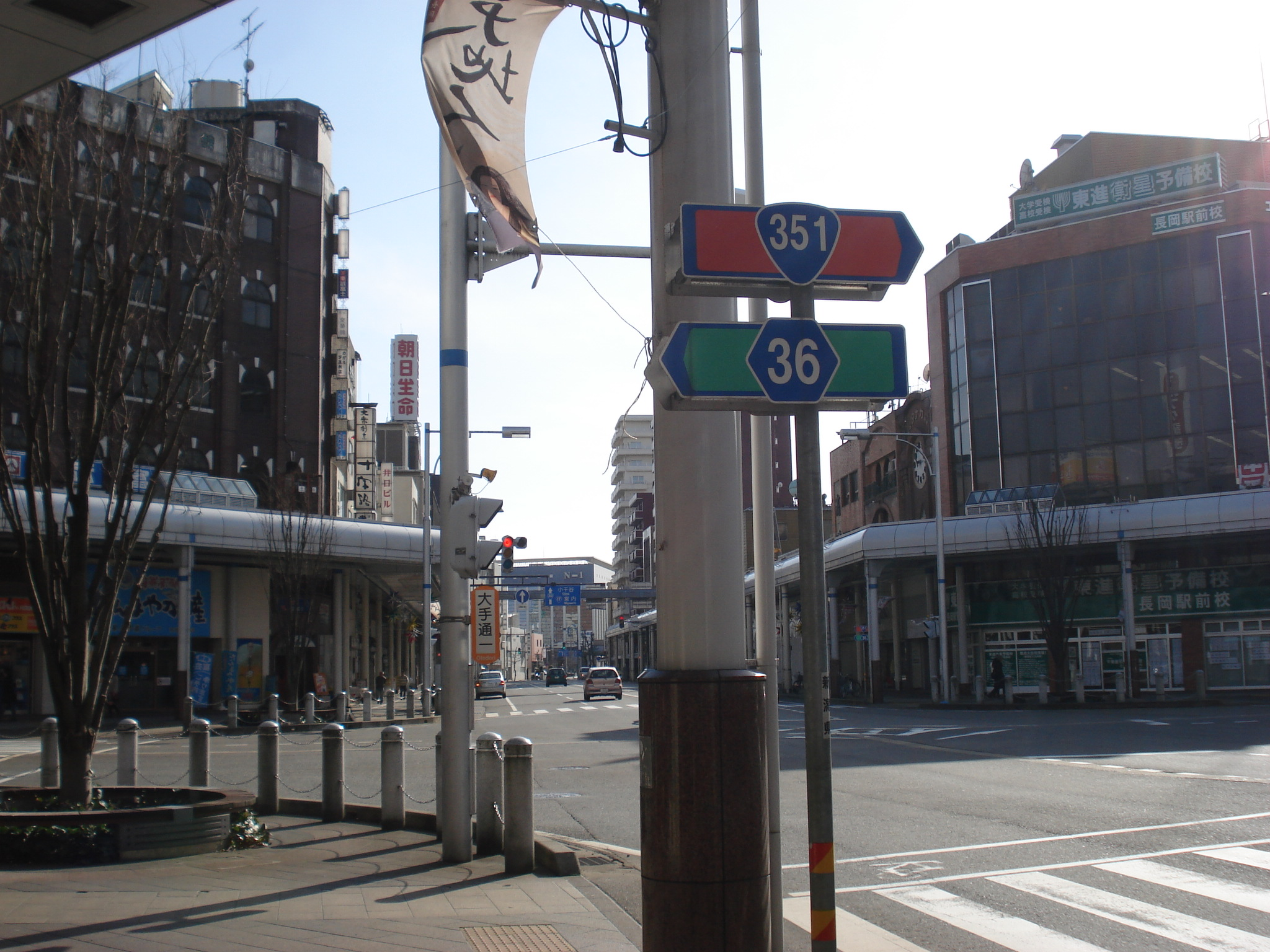
終点（大手通交差点）

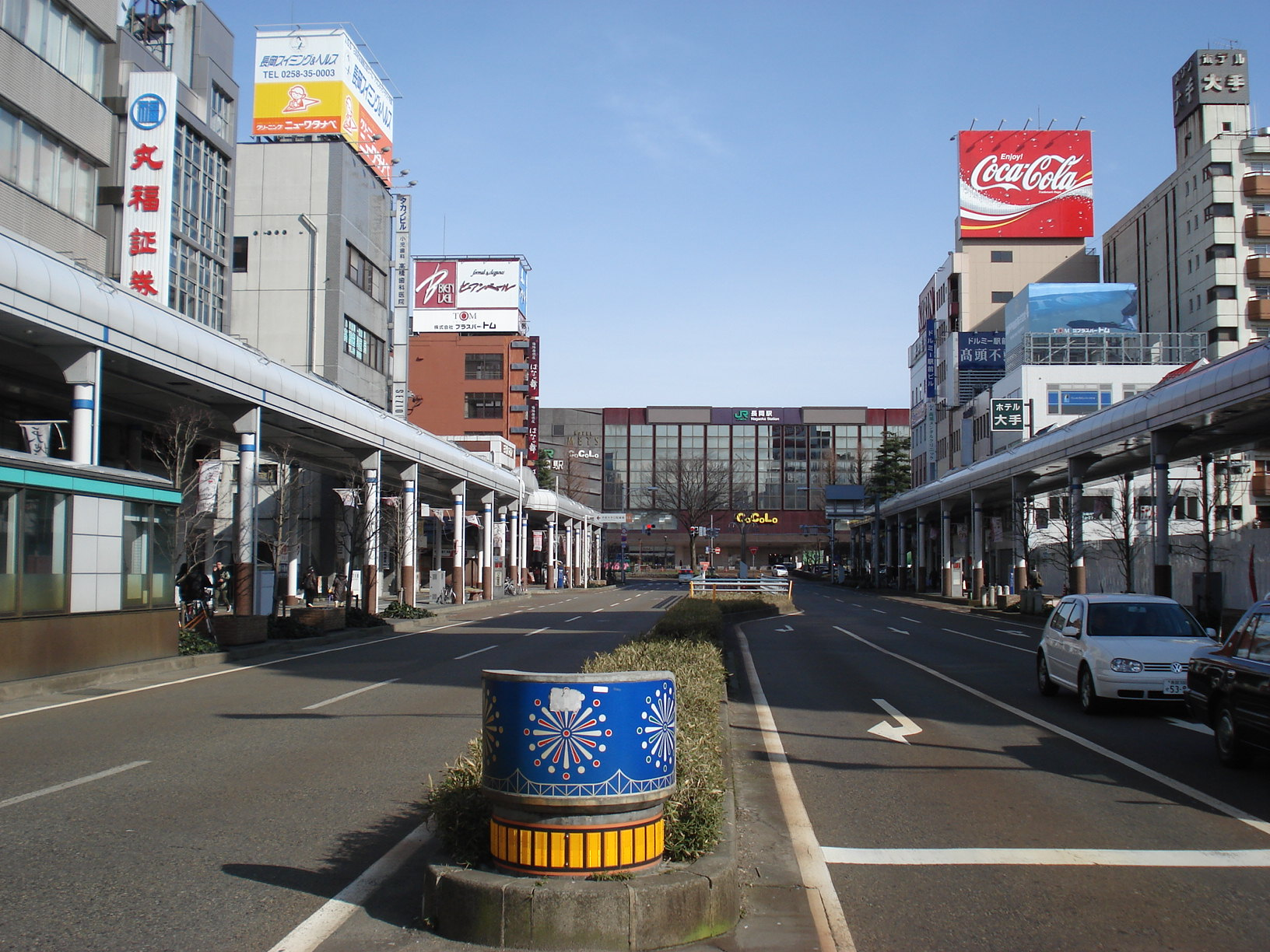
終点より起点方面

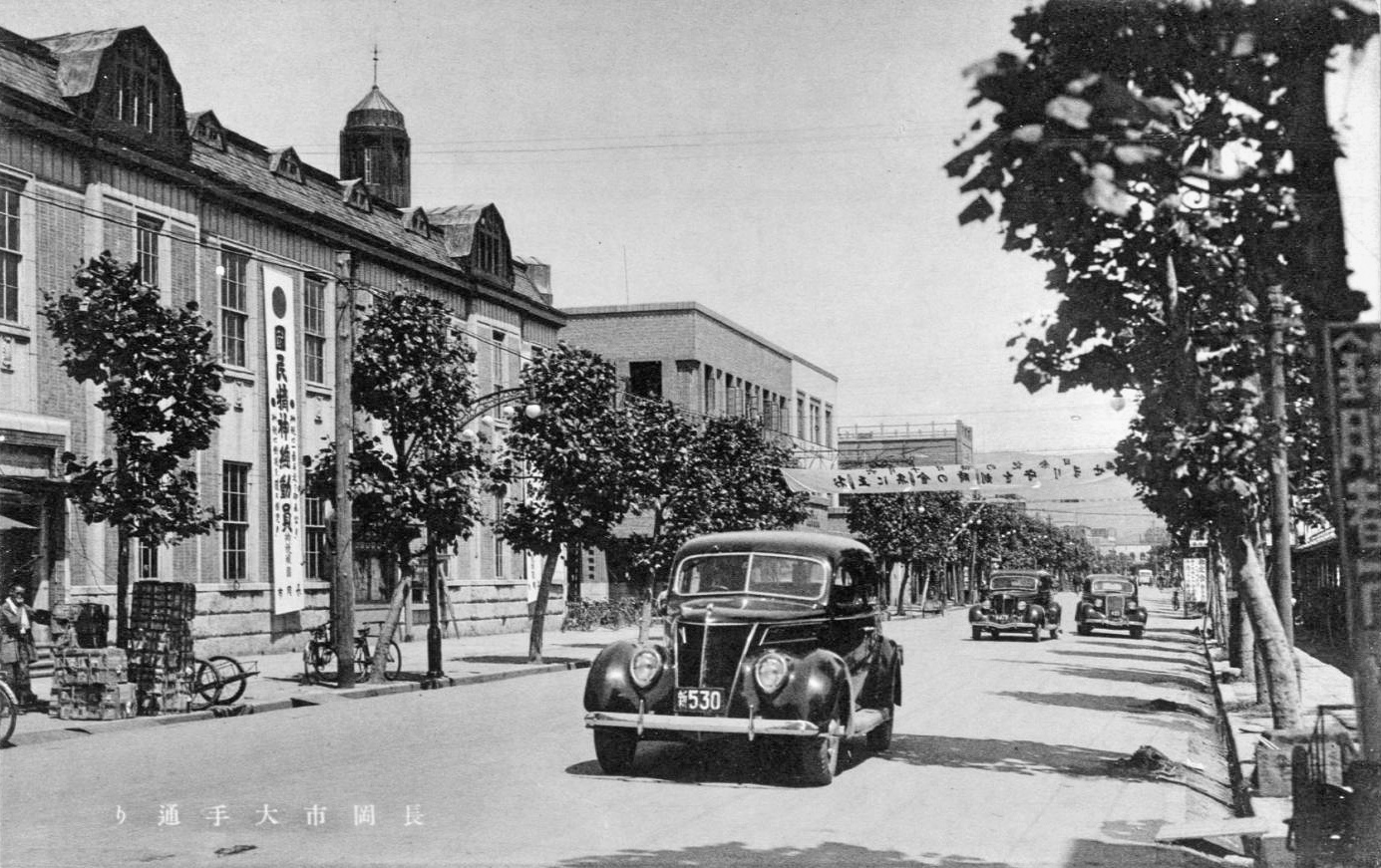
昭和初期の大手通り

- 国道351号・国道352号（国道403号・国道404号重複）（大手通り交差点、終点）

## 主な施設と店舗
- アオーレ長岡
- フェニックス大手
- 第四北越銀行長岡本店営業部・長岡営業部[注 2]
- 大光銀行本店営業部
- 長岡信用金庫本店営業部
- りそな銀行長岡支店
- 美松大手通店
- 高野不動産長岡駅前支店